# Trigonia littoralis
Trigonia littoralis är en tvåhjärtbladig växtart som beskrevs av J.R. Miguel och E.F. Guimaraes. Trigonia littoralis ingår i släktet Trigonia och familjen Trigoniaceae. Inga underarter finns listade i Catalogue of Life.